# 879

## Esdeveniments
- 10 d'abril - Lluís III esdevé rei dels Francs.[1]
- 10 d'octubre - Ripoll (el Ripollès): Guifré el Pilós, comte de Barcelona, hi funda el monestir.